# Natalie (film)
Pour plus de détails, voir Fiche technique et Distribution.
Natalie (나탈리, Natalli) est un film sud-coréen réalisé par Joo Kyung-jung, sorti en 2010.

## Synopsis
Mi-ran, une belle étudiante en danse, devient le modèle, la muse et l'amante du sculpteur coureur de jupons Jun-hyuk.

## Fiche technique
- Titre : Natalie
- Titre original : 나탈리 (Natalli)
- Réalisation : Joo Kyung-jung
- Scénario : Joo Kyung-jung
- Photographie : Kim Yung-chul
- Montage : Steve M. Choe, Kim Chang-ju
- Production : Kang Sung-wook
- Pays :  Corée du Sud
- Genre : Romance
- Durée : 90 minutes
- Dates de sortie : 
  -  Corée du Sud : 28 octobre 2010

## Distribution
- Kim Ji-hoon : Jang Min-woo
- Kim Ki-yeon : Park Hyo-rin
- Lee Seong-jae : Hwang Jun-hyuk
- Park Hyeon-jin : Oh Mi-ran

## Box-office
Le film a rapporté 1042048 dollars au box-office.